# Исторические взгляды Н. А. Морозова

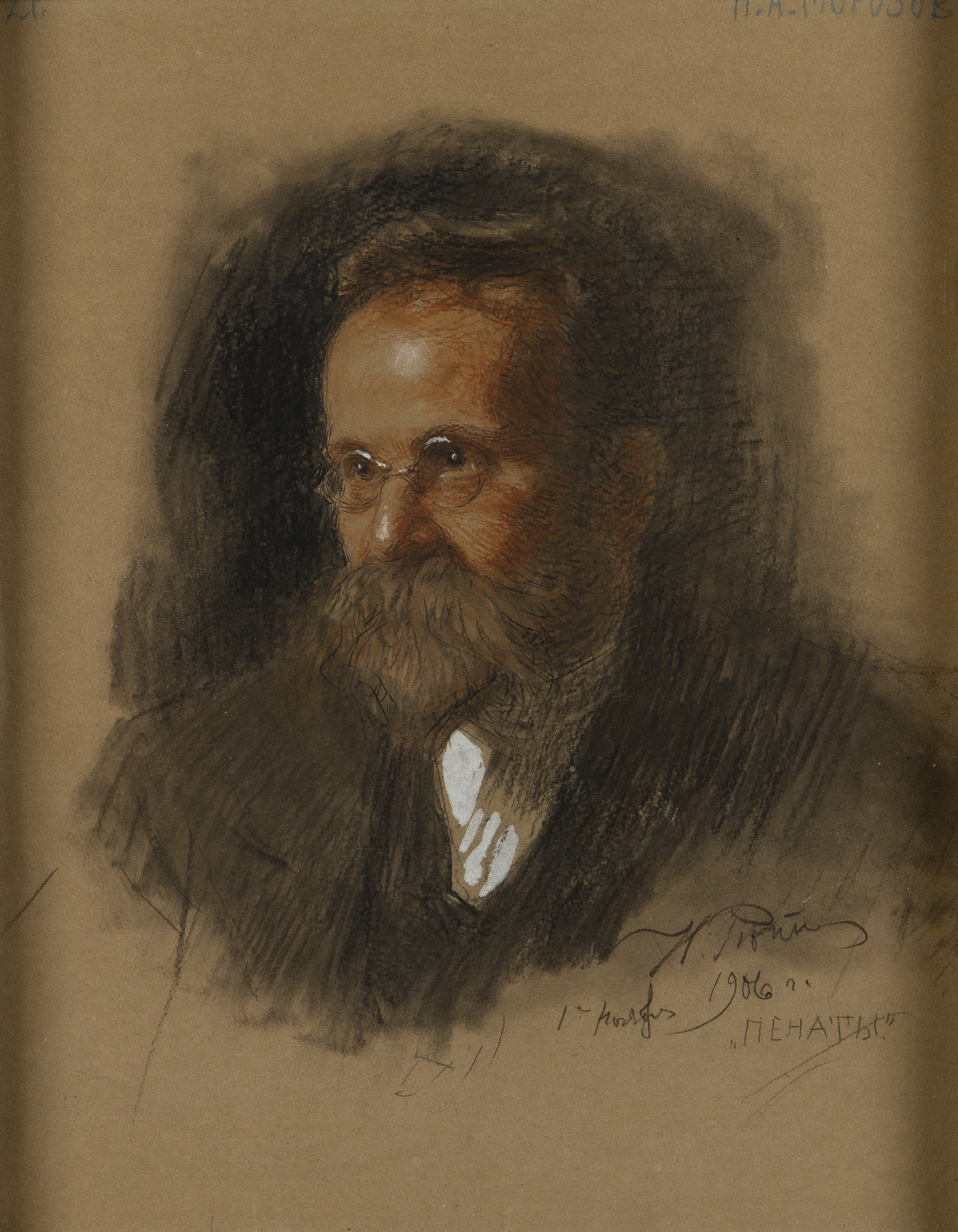
Портрет Н. А. Морозова кисти И. Е. Репина, 1906

Николай Александрович Морозов написал три больших сочинения на стыке предметных областей истории культуры и естествознания: «Откровение в грозе и буре» (1907), «Пророки» (1914) и 7-томный «Христос» (1924—1932), в которых попытался представить библейские тексты как отражение реальных астрономических наблюдений раннесредневековых астрономов-христиан и сформулировал теорию тотальной фальсификации человеческой истории («античность — это средневековье»), сильно повлиявшую на взгляды представителей «Новой хронологии». Эти сочинения вызвали негативные рецензии профессиональных философов и историков: В. Эрна, Н. Никольского, А. Рановича, А. Мишулина. «Откровение в грозе и буре», опубликованное в США в 1940—1941 годах в виде реферата, подверглось критике американского астронома Николая Бобровникова. Интерес к «историологическим» воззрениям Н. А. Морозова был в 1970-е годы возрождён математиком Московского университета М. М. Постниковым и вслед за ним A. T. Фоменко и некоторыми их коллегами.

## Историко-философское мышление Н. А. Морозова
Для мышления Николая Морозова, сформированного в Шлиссельбургской крепости, был характерен монологизм, изначально вызванный недостатком общения, это накладывалось на желание расправиться со «старой» наукой, так же, как революционер собирался покончить с отжившим своё царским режимом на фоне убеждённости в своей правоте, доходящей до фанатизма. Естественнонаучный позитивизм и рационализм у Морозова сочетались с пантеистическим мистицизмом антихристианского толка. Поскольку интерес к этим сферам духовной жизни проявляли Ф. Э. Дзержинский и А. В. Луначарский, не приходится удивляться изданию морозовских сочинений в СССР. Разоблачения Морозовым христианства и связанной с ним историографии, были созвучны поискам «нового религиозного сознания». С. Я. Лурье связывал гиперкритицизм Морозова со временем его становления как мыслителя. Кризис исторической науки того времени совпал со множеством разоблачений древних и средневековых поддельных текстов, многие из которых сохранялись в монастырях. По воспоминаниям Морозова, он уже в гимназии стал противопоставлять свои взгляды господствовавшим монархическим и церковным доктринам. Историки Н. А. Сайнаков и И. А. Яблоков считают, что нехватка академического признания, нереализованные амбиции, а, с другой стороны, высокая самооценка и высокая оценка его способностей окружающими, способствовали формированию маргинальной идентичности Морозова. По их мнению, такое положение подталкивало его и к революционному экстремизму, и к ревизии мировой истории, и к разоблачению одной из главных христианских мифологем: «научное доказательство, что Христа никогда не было, делало Морозова мессией, человеком, якобы, спасающим общество от религиозного мракобесия». В то же время, как отмечает историк В. А. Твардовская, книги богословского содержания, которые он получал в первые годы заключения, предоставили ему серьёзный материал для обдумывания и рациональной разработки своих идей. (Именно в заключении Морозов  приступил к работе над рукописью, которая стала основой его будущей книги «Христос».) По мнению Твардовской, «религиозная литература не изменила материалистических, атеистических взглядов Морозова, но заставила его задуматься о совпадающих с заповедями Христа принципах общечеловеческой морали как о  социальных ориентирах, помогающих человечеству двигаться вперед».
Знакомства Морозова с К. Циолковским и А. Чижевским не привели к корректировке его личных взглядов. Согласно Н. Морозову, жизнь представляет собой результат эволюции Вселенной, эволюция жизни — продолжение эволюции материи. Вершиной эволюции является человеческий разум. Иными словами, система Морозова была архаична, восходя к ренессансному антропоцентризму. В этом плане характерен смысл, который Морозов вкладывал в свой главный труд: согласно Николаю Александровичу, «Христос» означает «посвящённый», «магистр оккультных наук». Это также указывает на тесную взаимосвязь философии истории Морозова и его опровержения традиционного христианства. Историком, как таковым, он не являлся ни по кругу интересов, ни по основной сфере интеллектуальной деятельности (физика, химия, математика). К собственно историческим проблемам (под которыми понимал в первую очередь летоисчисление) он пришёл, занимаясь теологическими вопросами, а именно, астрономической экзегезой Апокалипсиса, о чём писал матери из Шлиссельбурга 13 марта 1904 года. Примечательно, что его равно занимали вопросы всемирной и русской истории. К последней он пришёл через чтение Четий-Миней. В этом контексте А. В. Малинов обращал внимание на множественность совпадений источниковедческой концепции Морозова с программной статьёй С. С. Уварова «Подвигается ли вперёд историческая достоверность?», опубликованной дважды в 1850 году в «Современнике» и «Москвитянине». Можно утверждать, что Морозов развивал основные подходы и мотивы, высказанные Уваровым, причём, при совпадении логики и хода мыслей, выводы были прямо противоположными. С. Уваров в своей статье постулировал сомнительность сведений, полученных о древней истории. Однако, если для бывшего министра история — предмет веры, то Морозов, признавая условность картины древней истории, приступил к поискам методов аналитической проверки фактов далёкого прошлого. Совпадали Уваров и Морозов в формуле: «История имела у древних одно общее происхождение с религией и поэзией». В своём труде об истории России (публиковавшемся в 2000 и 2007 годах), Н. А. Морозов сделал объектом своей критики клерикальную историографию, причём, как и Уваров, признавал XV век поворотной эпохой.
Для народника Морозова принципиально важно то, что человек может стремиться не только к истине, но и к её сознательному искажению. Абсолютизация им естественных факторов, особенно астрономических и метеорологических явлений, позволяла провести деидеологизацию истории (в русле равно позитивизма и политического радикализма), то есть отвергать исторические факты. Морозов радикализировал позитивистскую версию философии народничества П. Л. Лаврова, соединив борьбу с предрассудками в духе процедур «подозрения» К. Маркса и З. Фрейда с механико-детерминистским подходом, в котором главная роль принадлежала астрономии: при ограниченном количестве параметров можно делать выводы об общем состоянии системы. По мнению историка Г. А. Елисеева, концепция Морозова была более радикальной и тотальной, чем советская тоталитарная версия истории, в которой сочетались марксизм и более традиционная историография: отрицая возможность извлечения достоверных фактов из источников, Морозов либо заявлял о фальшивости источника, либо «уничтожал» факты через отождествление различных исторических событий (при втором варианте источник объявлялся оккультным). Тезис о взаимосвязанности повторяющихся имён и событий стал его навязчивой идей: поскольку он плохо понимал особенности исторических источников, то пришел к выводу, что речь идет об одном и том же событии, которое постоянно повторяется. Выявляя мистификации в истории, Морозов задавался вопросами: «Кому выгодна та или иная интерпретация истории? Чьи интересы отражает традиционная историография?».

В результате Морозов приходит к идее тотальной фальсифицированности истории. Факты устраняются или как несоответствующие астрономическим вычислениям, или отождествляются с другими фактами, или отвергается сам источник, повествующий о факте. История утрачивает фактографическую базу. Она рассматривается как область предрассудков, а не истины. Смысл и истина принадлежат современности, настоящему времени. <…> «Нигилизм» точнее всего характеризует то направление, к которому примыкал Морозов… Для нигилистического сознания действительным признается только сущее, доступное чувственному восприятию и отрицающее любые авторитеты и традиции.
Позитивная часть программы Морозова включала осознание ценностей более значительного масштаба — Вселенной и сознание своей сознаваемости. Человек вновь обретал ценностное измерение, но не в статусе создания Творца, а как венец эволюции Вселенной. При этом ценностная часть философии Морозова с историей не соприкасалась, поскольку история для него означала диктат традиции и авторитета и требовала дальнейшего опровержения.
Историки Н. А. Сайнаков и И. А. Яблоков сопоставляют историософские взгляды Морозова с воззрениями его последователя A. T. Фоменко  и связывают их с теориями заговора, представлявших образ Запад как врага России. Как полагают исследователи, Морозов, ввиду политических обстоятельств, не мог четко выразить этот тезис, изложить законченную теорию заговора ― он ограничился её общим наброском в духе антизападных умонастроений российской интеллигенции; эта версия совпадала с современными Морозову идеями евразийцев. Историки предполагают, что, поскольку автор был убежден в своей правоте, он в принципе мог прийти к выводу Фоменко о заговоре историков (если бы те более активно критиковали его концепцию). Историк русской философии А. Малинов, напротив, пишет о радикальном западничестве Морозова, в чём тот сближался с Чаадаевым, считая, что в Азию культура распространялась из Европы.
Сам Морозов так писал о своём  исследовании: 

 «Основная задача этой моей большой работы была: согласовать исторические науки с естествознанием и обнаружить общие законы психического развития человечества на основе эволюции его материальной культуры, в основе которой, в свою очередь, лежит постепенное усовершенствование орудий умственной и физической деятельности людей» .

## «Откровение в грозе и буре» и «Пророки»

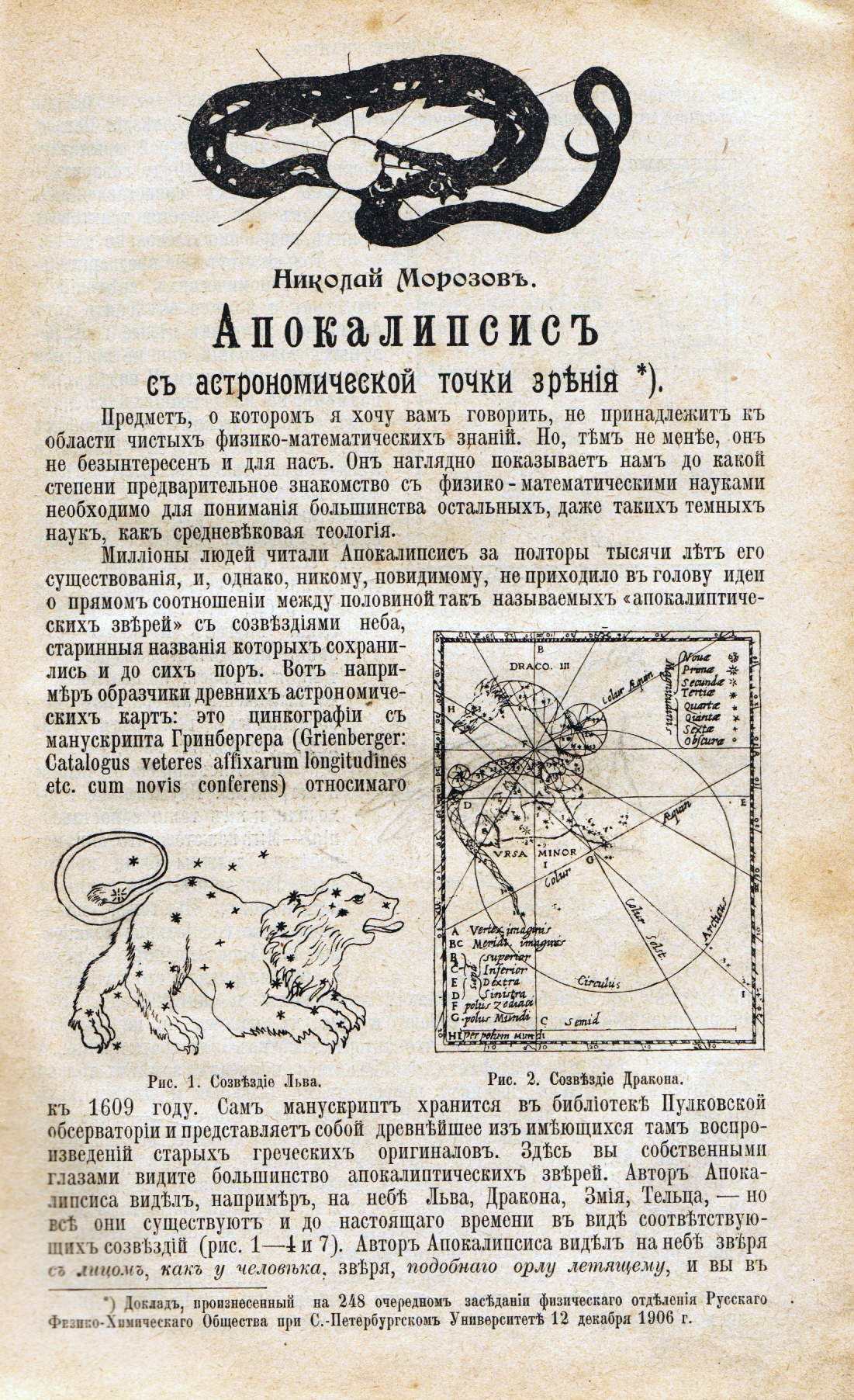
Выйдя из заключения, Н. Морозов наполнил многочисленными публикациями самые разные русские журналы. «Вестник знания», 1907, № 2

Первое публичное выступление Н. А. Морозова «Апокалипсис с астрономической точки зрения» состоялось 12 декабря 1906 года на заседании физического отделения Русского физико-химического общества. Текст доклада был опубликован в журнале «Вестник знания» (1907, № 2). Однако своё первое историко-культурное сочинение «Откровение в грозе и буре. История возникновения Апокалипсиса» (1907) Морозову пришлось публиковать за собственный счёт, получив перед тем негативный отзыв о рукописи со стороны коллеги по Шлиссельбургу Германа Лопатина. Тем не менее книга распродавалась и до 1910 года выдержала ещё два издания, была переведена на эстонский, польский и немецкий языки. Её содержание сводилось к тому, что символы Откровения Иоанна Богослова (кони и всадники) Морозов отождествил с небесными явлениями: кони — планеты, всадники — созвездия. Николай Александрович вычислил, что такое расположение планет можно было наблюдать с острова Патмос только в ночь на 30 сентября 395 года. Из этого следовало, что Апокалипсис был создан в IV веке, а не в первом, и его автором являлся не евангелист Иоанн, а знаменитый проповедник Иоанн Златоуст. Дальнейшие умозаключения привели Морозова к идее, что Иисус Христос на самом деле был Василием Великим, архиепископом Кесарийским, современником Иоанна Златоуста, и был распят («столбован») 20 марта 368 года. Астроном В. А. Бронштэн обратил внимание, что по сообщению Евангелия от Луки во время казни Иисуса наступило солнечное затмение. Однако можно рассчитать, что в день 14 нисана (3 апреля 33 года н. э. — традиционная дата распятия) было полнолуние, а значит, солнечное затмение было невозможно, зато было возможно затмение лунное. Действительно, в этот день в Иерусалиме можно было наблюдать полное лунное затмение. Эта дата, однако, Морозова категорически не устраивала.
Профессиональные историки и философы единодушно отвергли построения Морозова. Если Н. П. Аксаков назвал свою рецензию «Беспредельность невежества», то весьма глубокий анализ теории Николая Александровича представил В. Ф. Эрн. Признавая ценность открытого Морозовым метода (то есть попытки антирелигиозной полемики, опираясь не на эмоциональное отрицание, а рациональные доводы), Эрн отмечал дилетантизм в его разработке и применении. В первую очередь, это касалось неочевидности отождествления небесных явлений с символизмом шестой главы Апокалипсиса. Эрн иронически отмечал, что применяя ту же логику, можно «доказать», что поэма «Полтава» написана не Пушкиным в 1828 году, а Лермонтовым в 1840-м, поскольку стихи «Кто при звездах, кто при луне / Так поздно едет на коне» обозначают пребывание Марса в Козероге, возможное в этих широтах только в сентябре 1840 года, не говоря о том, что отождествление «коня бледного» с Сатурном и так далее вообще никак не доказывается. В. Эрн однозначно утверждал ненаучность рассуждений Морозова, игнорирование им и искажение контекста, то есть некритичность предложенных методов. Интерес же к книге объяснялся «сочувствием к человеку, которому выпал исключительный жребий оставшегося в живых мученика», а не научной ценностью его мыслей. Правовед П. И. Астров отметил, что Морозов вообще проигнорировал написанное об Апокалипсисе до него, объявляя в источниках «подлогом» всё, что ему не подходило. Морозов игнорировал и то, что проповеди Иоанна Златоуста и Апокалипсис написаны на совершенно разных греческих языках, как по стилистике (литературном и нелитературном), так и по грамматике. Астров завершал рецензию так: «Говорить же об астрономической точности книги — это значит делать грубую методологическую ошибку и ненаучно скреплять авторитетом астрономии то, что не имеет с нею ничего общего». Историк Н. М. Никольский особо анализировал филологические выкладки Морозова в связи со значениями слова «Христос», показав, что «психологически книга Морозова понятна и ценна, и русский читатель поймёт её и даже увлечётся ею. Но для того, чтобы быть научным исследованием, ей недостаёт самого главного: изучения предмета и научного метода». Негативную рецензию на издание 1910 года выпустил и П. А. Юнгеров.
За рубежом «Откровение» вызвало некоторый резонанс. Немецкий перевод (Die Offenbarung Johannis, eine astronomisch-historische Untersuchung) вышел в октябре 1912 года и удостоился положительных отзывов только со стороны Артура Древса. Как известно, профессор Древс отрицал историческое существование Иисуса Христа, поэтому принял все аргументы Морозова и назвал их «новой эрой разработки древней истории». Книга Древса «О личности Христа» вышла в русском переводе в 1913 году как раз с предисловием Морозова; в 1920-е годы она использовалась для антирелигиозной пропаганды. Кроме того, в 1940—1941 годах реферат книги Морозова был опубликован на английском языке в журнале «Popular Astronomy» и удостоился отдельной рецензии астронома Николая Бобровникова. Опираясь на достижения библеистики своего времени, он утверждал, что в книге «Откровения» астрономо-астрологическая символика присутствовала, но едва ли сознательно применялась. Бобровников признал русский оригинал книги «увлекательным», но это единственное его достоинство. Выполнивший реферат М. Киссель, напротив, утверждал, что книга нудная и скатывается в тавтологию. Метод, который применял Морозов, согласно Бобровникову, был описан ещё Шопенгауэром, который говорил, что если рассыпать горсть риса, то в положении отдельных рисинок можно увидеть любые созвездия. Отождествление реально существующих планет признаётся неубедительным, как и трактовка описания солнечного затмения (с тем же успехом оно могло быть и лунным). Даже вычисленная Морозовым дата, привязанная к концу сентября или началу октября 395 года, не убедительна, ибо рассчитана, исходя из положения Юпитера в Стрельце, а Сатурна в Скорпионе, но положения Меркурия и Марса, которые могли бы уточнить расчёты, не определены, что даёт слишком широкий разброс для отождествлений. Бобровников именует окончательные выводы Морозова «полной бессмыслицей» (sheer nonsense) и приводит результаты своей консультации у филолога, который заявил ему, что это то же самое, как «доказывать, что „Кентерберийские рассказы“ написал не Чосер, а Байрон».
Тематика «Откровения» была продолжена в 1914 году в книге «Пророки. История возникновения библейских пророчеств, их литературное изложение и характеристика», в которой применялся тот же метод. Николай Александрович доказывал, что ветхозаветные пророческие книги были созданы позже Апокалипсиса, то есть позже пятого века нашей эры. Данная книга не имела успеха у публики, хотя специалисты обратили на неё внимание. Первая рецензия была дана Д. Святским. Признав, что Морозов стремится «перевернуть на изнанку всю историческую науку», Святский, проанализировав его выкладки, пришёл к выводу, что «…здесь не только астрономическая картина определяет дату, а по предвзятой мысли определяется астрономическая картина и затем уже желаемая дата. Но таким путем можно, конечно, отнести комету Иеремии к какой угодно эпохе». Д. Святский отмечал, что Морозов игнорировал достижения библеистики и даже историю астрономической науки. Н. М. Никольский проанализировал эту книгу только в 1925 году, вместе с первым томом «Христа», к тому времени вышедшим в свет.

## «Христос» и историология

### История публикации
В 1921 году Н. А. Морозов обратился в секретариат В. И. Ленина с просьбой о публикации книги «Христос» в Петроградском Госиздате. 11 апреля Н. Горбунов переадресовал эту просьбу наркому просвещения А. Луначарскому, который 13 апреля писал:

Лично я с книгой знаком. Это совершенно сумасбродная вещь, доказывающая на основании нелепой выкладки, к какому числу могут быть отнесены затмения Солнца и Луны, указанные в Евангелии, как сопровождавшие распятие Христа, произошедшее, по Евангелию, в пятницу, что Христос жил не в первом веке, а в V, отрицающая на этом основании в качестве мифов таких лиц, как Цезаря, который почему-то оказывается Юлианом Отступником, как Августа и т. д. как относящихся на самом деле к Средним векам, и т. д. и т. п. 

Я очень люблю и уважаю Морозова, но книга эта до того курьёзная, что издание её несомненно принесет известный ущерб имени автора и Гос[ударственному] издат[ельств]у.

Если серьёзная наука с большим сомнением отнеслась к выкладке Морозова относительно Апокалипсиса, то книга «Христос» является уж окончательным абсурдом на почве той же научной односторонности.
К августу 1921 года Луначарский (по неизвестным причинам) уже был согласен с публикацией, однако сам Н. Морозов писал жене, что в Госиздате желают от него избавиться, предложив 3 миллиона инфляционных рублей в компенсацию и отложив печатание на неопределённый срок. Издание двинулось вперёд только спустя три года, в августе 1924 года, когда Николай Александрович обратился к Дзержинскому. В опубликованном виде «Христос» включал 7 томов суммарным объёмом свыше 5000 страниц. Первый том (1924) «Небесные вехи земной истории человечества», второй — «Силы земли и небес» (1926), третий — «Бог и слово» (1927), четвёртый — «Во мгле минувшего при свете звёзд» (1928), пятый — «Руины и привидения» (1929), шестой — «Из вековых глубин» (1930), седьмой — «Великая Ромея. Первый светоч средневековой культуры» (1932). Тираж их составлял 1000 экземпляров, распределяемых по библиотекам. В 1924 году параллельно с первым томом вышла его часть в виде брошюры «Христос или Рамзес? Попытка применения математической теории вероятностей к историческому предмету». В 1927 году первый том «Христа» был переиздан. Историк С. О. Шмидт отмечает, что название «Христос» было предложено издательством. Сам же Морозов хотел назвать свой семитомный труд «История человеческой культуры в естественнонаучном освещении».
В переписке с будущим академиком С. Вольфковичем, Николай Александрович Морозов сообщал, что, помимо семи опубликованных к 1932 году томов «Христа», подготовил ещё три. Морозов перечислял их в следующем порядке: «„Об ассиро-вавилонских клинописях“, „Сенсационные находки европейцев в первой половине XIX века в Азии, Индии и Египте с точки зрения точных наук“ и „Новые основы русской средневековой истории (проверка всех астрономических указаний в русских летописях и её неожиданные результаты)“».
В конце жизни Морозов писал О. Ю. Шмидту о своих сочинениях по хронологии российской истории: «…а мои историологические работы ещё ждут своего признания, и четыре их больших тома, которые я Вам показывал, и которые уже десять лет назад я предлагал Государственному издательству, ещё не напечатаны…». Их автор считал своим самым важным научным достижением. После 1997 года московское издательство «Крафт+» предприняло факсимильное переиздание публикации 1924—1932 годов, дополнив его ранее не обнародованными материалами. Новые тома были собраны современными последователями идей Морозова и сторонниками фоменковской «Новой хронологии» С. Валянским и другими участниками издательской группы. Основой послужили черновики из фонда дома-музея в Борке, поскольку направленные в издательство рукописи не сохранились. История публикации этих томов, по замечанию А. Малинова, «сама отчасти напоминает мистификацию».

### Реконструкция всемирной истории по Н. Морозову
Взгляды Морозова на историю смешивали позитивизм с народническим радикализмом и антихристианским мистицизмом. По мнению Малинова, Морозов в своём радикализме стремился, выявив ошибки и фальсификации, выстроить историю как полноценную науку (об этом прямо писал и сам Николай Александрович), точное знание на основе математики и астрономии. Такой подход не был уникальным в то время (этим занимался, к примеру, А. С. Лаппо-Данилевский), однако Морозову недоставало методологии истории, исторической рефлексии, поскольку он сводил «историю истории» к расшифровке гороскопов в апокалиптическом контексте и разоблачению якобы выполненных католиками конспирологических фальсификаций. Не отрицая историчности Христа, он достаточно вольно обращался с письменными источниками, считая их вспомогательным инструментом, а главным средством своих исследований мыслил точные науки.
Свой проект он именовал «историологией», понимая под ней исследование преемственности развития исторической науки, основываясь на «достоверных психологических и эволюционных законах». История как наука возникает у человечества в стадии зрелости, причём первыми должны появиться политические истории, заказанные царями, далее — исторические монографии, развившиеся в жанр исторического романа и в науке — в национальные истории (как у Карамзина или Маколея), и, наконец, до общей истории, как у Шлоссера. Из этого, в частности, следовало, что произведения Геродота и Фукидида по сложности языка, сюжетной конструкции и жанра могут быть отнесены только к эпохе Возрождения и «началу книгопечатного периода». Морозов пришёл к выводу, что большинство исторических событий придумали в эпоху Ренессанса, время «фантазёрства и апокрифирования». Подобного рода теории вызвали чрезвычайно резкую отповедь Н. Никольского (в журнале «Новый мир»), который заявил, что труд этот представляет интерес «скорее для психиатра», чем для историка; для общей характеристики идей Морозова он употребляет термин «новая хронология». Согласно С. О. Шмидту, отчасти эти курьёзы объяснялись и тем, что Морозов не имел возможности общения с профессиональными историками, а окружавшие его специалисты не относились к сфере гуманитарных наук и не имели профессиональной информации о новейших течениях в исторической мысли.
Астроном В. А. Бронштэн особое внимание уделил реконструкции картины всемирной истории, какой она представала в трудах Морозова. Отнеся распятие Христа к V веку и «доказав» появление пророческих текстов не ранее этой даты (книга Даниила относилась примерно к 930 году христианской эры, а для книги пророка Исаии точной даты не приводилось), Николай Александрович должен был пересмотреть общепринятые взгляды на историю древнего мира. В первую очередь, это ставило вопрос о евреях и еврейской религии, и ещё в «Пророках» была высказана мысль, что евреев как народа не существовало, а была религиозная секта иудаистов, основанная во II веке неким Иудой-учителем (он же Иисус Навин). Морозов, по всей вероятности, придумал метод «династических параллелизмов», позднее воспринятый в «Новой хронологии»: он отождествил различные династии, включая раннюю Римскую империю и позднюю, все династии Древнего Египта друг с другом (которые также отождествлялись с римскими), приравнял израильских и иудейских царей, а первых римских царей ― к тем же императорам обеих частей Римской империи.
По мнению Н. Морозова, до I века н. э. (христианская эра именовалась им «александрийской») никакой истории вообще не было. Первый век — это конец эпохи каменного века на берегах Средиземного моря, изобретение колеса и топора. Второй век — эпоха папируса и пергамента, бронзы и железа. Третий век — широкое использование железа, основание «латино-эллино-сирийско-египетской империи», представлявшей собой единое государство с единой историей, которую учёные ошибочно (с точки зрения Морозова) принимают за историю разных государств; Египта, Греции, Рима, Вавилона, Ассирии. Четвёртый век — «Столбование» Василия (Иисуса Христа), появление Апокалипсиса и начало христианства. Пятый век — появление библейской литературы. Иными словами, всё знание о древнем мире, по Морозову — не что иное, как «волшебные сказки», созданные средневековыми авторами и систематизированными в так называемую эпоху Возрождения, которую правильнее называть эпохой Нарождения науки, литературы, искусств. Человечество непрерывно двигалось по лестнице прогресса без скачков и провалов, поднимаясь к истинному познанию природы и «умственному и материальному улучшению своей жизни». Иногда Морозов противоречил сам себе: он мог относить создание «Начал» Евклида и Альмагеста Птолемея и к XIV, и к XII веку.

### Рецензии
Весьма раздражённую реакцию вызвал «Христос» у известного историка античности и раннего христианства А. Б. Рановича. В своей статье 1931 года «Методология Н. А. Морозова в истории античности» (основанной на материале вышедших к тому времени томов), он отмечал, что Николай Александрович в присущей ему манере игнорировал «грандиозную по своим размерам и скрупулёзной тщательности работу по изучению античности, проделанную в течение двух тысяч лет историками, филологами, археологами и социологами». Взамен Морозов предлагал «эмпирическую проверку исторических обстоятельств», основанную на личном опыте, которая приводила к курьёзам, наподобие того, что латинский язык произведён от итальянского. Исходя из своей логики, он «доказал», что имена римских царей — еврейского происхождения, из чего следовало, что римское государство было египетским.

Основной прием Н. А. Морозова заключается в следующем. Допустим, «старожил» рассказывает, что во время русско-турецкой войны он наблюдал в Пошехонье солнечное затмение. По справкам оказывается, однако, что в то время в Пошехонье солнечное затмение не наблюдалось, но такое затмение было в 1910 г. Какой отсюда вывод с точки зрения здравого смысла?
Очевидно, что «старожил» наврал или напутал. А с точки зрения Н. А. Морозова вывод будет ошеломляющий: русско-турецкая война происходила не в 1877—1878 гг., а 1910 г. Напрасно станете утверждать, что это не соответствует действительности, что в 1910 г. никакой войны не было; Н. А. Морозов с презрением заметит вам, что астрономия не ошибается, что раз описанное старожилом затмение происходило в 1910 г., то, следовательно, в том же 1910 году происходила и русско-турецкая война.— Ранович А. Методология Н. А. Морозова в истории античности // Антирелигиозник. 1933. № 1. С. 29.
Помимо профессиональных историков и астрономов, в критике Морозова выделялись представители той категории населения («…всякого общеобразованного человека»), которой труды его и адресовались. В журнале «Мироведение» (чьим главным редактором был Д. О. Святский) в 1930—1932 годах увидели свет статьи непрофессионалов — капитана дальнего плавания И. А. Сергеева и астронома-любителя Б. Л. Гржегоржевского, между которыми даже возникла дискуссия. И. Сергеев, основываясь на аргументации Морозова, смог подобрать для датировки видений пророков такие констелляции, которые вполне согласовывались с историческими данными. Ранее, в 1930 году к дискуссии подключился А. В. Мишулин, который упрекал «Морозова за то, что тот не отразил в своих трудах главного движущего фактора истории — классовой борьбы». Он обвинил Морозова в идеализме и иронически писал, что у Николая Александровича «не история творит хорошую или плохую астрономию, а всегда хорошая астрономия — ту или иную историю». По сути, методология исторического познания Морозова была редукционистской, то есть сводила исторические факты к простым и доступным исчислению данным.

### Российская история и Н. Морозов
Многие «историологические» тексты не были опубликованы при жизни автора. Н. А. Морозов обращался и к И. В. Сталину, сообщая, что подготовил большой том о «грандиозном клерикальном подлоге, лежащем в основе всей официальной монархической „Истории государства Российского“». Вождь не захотел ни встречаться с революционером, ни давать разрешения на публикацию. В содержательном отношении этот том — «Новый взгляд на историю Русского государства», — был посвящён астрономическим несоответствиям в русских летописях. Морозов не обращался к новым источникам, полагая, что фактов уже достаточно, нужно предлагать новую интерпретацию. Исходя из своей генеральной теории, он провозгласил, что культура однонаправленно шла из Европы на Восток: арабская и китайская историография и литература были созданы европейцами. То же относится и к русской летописной традиции. «Ошибки» в древних летописях были не случайными, поскольку отражали конфликты в идеологии правящего сословия, в интересах которого писалась история. Согласно Морозову, не было татаро-монголов, а было «татарское иго» («татары» от Татры), вместо Орды Русь платила дань Ордену (лат. Ordo), русские князья ездили не в Сарай на Волге, а в Сараево на Балканах, Чингисханом был на самом деле римский папа Иннокентий III, а «Хан Батый» означает «Батяй», то есть всё тот же римский папа, и т. д. Иными словами, широко применялись дилетантские лингвистические толкования восточноевропейских и азиатских топонимов на основе европейских языков. От захвата Константинополя крестоносцами в 1204 году до женитьбы Ивана III на Софье Палеолог Русь была униатской. Это доказывалось как обычно у Морозова: до XV века год в русских летописях начинался, как и в католических странах, в марте, а затем был принят, как у византийцев, в сентябре.

## Восприятие
Отзывы современников, историков и астрономов, на историософские работы Морозова были разгромными. Хотя в глазах общественного мнения Морозов представал как выдающийся революционер, он остался маргиналом как в научном сообществе, так и в своих отношениях с властью (и до, и после революции). По мнению Г. А. Елисеева, концепция Морозова вполне соответствовала задачам идеологов советского тоталитаризма ― радикально разорвать со «старым миром» ― и имела шансы занять место, аналогичное альтернативной астрономии в нацистской Германии или альтернативной биологии в СССР. Однако идеи Морозова оказались «запоздалыми» («Откровение в грозе и буре» привлекло намного больше внимания, чем последующие сочинения о Христе) и были обнародованы в тот момент, когда в стране уже утвердился марксизм; у Н. А. Морозова не было последователей среди большевистских вождей. Согласно А. В. Малинову, «трагедией Морозова как учёного» было то, что в 1920-е годы новая научная теория истории была создана в рамках марксизма-ленинизма, и дальнейшие его работы угрожали авторитету исторического материализма. «Новая хронология» Морозова как таковая ничего не дала для развития исторической науки, поскольку она была своего рода «работой над ошибками», в финале которой полагалось не «правильное решение», а полное изменение условий задачи. Как писали историки Г. А. Кошеленко и Л. П. Маринович, постепенно идеи Морозова были забыты, и о них «вспоминали только изредка, когда нужно было привести пример особенно чудовищного дилетантизма». Интерес к его «историологическим» воззрениям был в 1970-е годы возрождён математиком Московского университета М. М. Постниковым и вслед за ним A. T. Фоменко и некоторыми их коллегами. На Западе обычно считается, что на становление «Новой хронологии» оказали влияние как работы Морозова, так и Иммануила Великовского. На работы Н. А. Морозова ссылался также швейцарский историк Кристоф Пфистер, взгляды которого близки представителям «Новой хронологии». Несмотря на явное идейное влияние, Фоменко и его последователи отмечали серьёзные отличия своих датировок от версии Морозова.
Одни авторы, начиная с Ю. Олеши, объясняли построения Морозова и его исторический нигилизм психологическими причинами: маргинал-террорист пытается упразднить мир, где ему нет места. Другие отмечали мистицизм и своеобразный пантеизм Морозова, симпатии и близость к идеям оккультизма. Его взгляды вписывались в социальные устремления эпохи ― уничтожить все основания старого мира, включая его историю, поскольку «новому человеку нового мира» потребуется радикально новая история. Отмечается близость методики Морозова к методам «Новой хронологии», его неприятие простейших норм научного исследования: автор пренебрегал логикой в рассуждениях, высказывался категорически и бездоказательно, использовал подложные ссылки и умалчивал об альтернативных источниках (эти аспекты выявил уже В. Ф. Эрн). Как полагает историк Г. А. Елисеев, Морозов иррационально верил в собственную версию истории, которая стала для него квазирелигией; будучи убежденным в научности своего мировоззрения, он выстраивал «новую историю» на основе оккультизма и астрологии. Его неприятие христианства также было полностью иррациональным: чтобы опровергнуть традиционные представления о Христе, ему пришлось перечеркнуть всю всемирную историю, отрицать существование Древнего Египта, Иудеи, Рима и т. д. М. П. Одесский и М. Л. Спивак, напротив, полагали, что Морозов стоял на сугубо материалистических позициях и считал своей задачей материалистическое опровержение мистических заблуждений.
Историк В. А. Твардовская считает, что Морозов, выйдя на свободу в 1905 году после тюремных испытаний, кардинально изменил свои прежние политические взгляды и стал убеждённым сторонником эволюционного пути к прогрессу. Она полагает, что эти изменения смогли понять «далеко не все современники, а затем исследователи». По её мнению,

Есть глубокий смысл в том, что к отказу от революционного насилия пришел человек во всеоружии революционного опыта и обширных научных знаний. В обосновании возможности эволюционного развития человечества без социальных потрясений и войн Морозов шел своим путем, пытаясь опереться не только на общественно-политические, но и естественные науки. Для Николая Александровича, превратившегося из революционера в «эволюционера», ненужность насильственных средств для социальных преобразований стала настолько очевидной, что он верил в возможность убедить в этом все общество, находившееся в состоянии революционного брожения.
По мнению А. Малинова, Николай Морозов как мыслитель по многоплановости и разнообразию затрагиваемых проблем может сравниваться с А. С. Хомяковым и А. А. Богдановым. По мнению С. О. Шмидта, несмотря на ошибочность историко-хронологических построений Морозова, учёный представлял собой «неутомимого искателя научной истины и благородного общественного деятеля». Шмидт обращает внимание на слова Морозова в письме, адресованном в 1907 году Л. Н. Толстому: «Могу сказать только одно: если мои выводы ошибочны, я первый буду рад, когда их опровергнут».
Сам Морозов, отвечая в 1925 году на критику Н. М. Никольского, писал: 

Я с нетерпением жду действительно научного и беспристрастного обсуждения моей книги. Я вполне допускаю, что некоторые второстепенные положения, выдвигаемые в ней, в процессе критической обработки её другими окажутся поколебленными. Ведь в данном случае речь идет не о математически доказываемой теореме и не о непосредственно наблюдаемых явлениях человеческой жизни, а о давно минувших событиях, на которые мы смотрим через искажающие их призмы веков. Но я уверен, что под развалинами разрушаемого мною искусственно созданного здания древней истории будущие исследователи найдут новые факты, которые убедят всех и каждого, что я не напрасно потратил долгие годы для того, чтобы стряхнуть с хартии веков накопившуюся на ней пыль.

## Публикации

### Публикации Н. А. Морозова об истолковании библейских книг математическими и астрономическими методами
- Откровение в грозе и буре : История возникновения Апокалипсиса : С 62 рис. и снимками с древ. астрон. карт Пулк. обсерватории. — СПб. : Ред. журн. «Былое», 1907. — X, 304 с. — На обороте тит. л.: Обл. работы худож. С. В. Чехонина. Рис. на с. 21 работы Э. Ж. Лиснера. Остальные рис. раб. худож. Я. Г. Билита.
История возникновения Апокалипсиса : Откровение в грозе и буре. — Репринт. изд. 1907 г. — М. : Изд-во АОН, 1991. — 304 с. — ISBN 5-7005-0064-7.
- Пророки : История возникновения библейских пророчеств, их лит. излож. и характеристика. — М. : тип. т-ва И.Д. Сытина, 1914. — 310 с.
- Христос или Рамзес? : Попытка применения математич. теории вероятностей к историч. предмету. — М.-Пг. : Гос. изд-во, 1924. — 38 с.
Христос или Рамзес? : Попытка применения мат. теории вероятностей к ист. предмету. — М. : НПО «Всесоюз. кн. палата», 1990. — 38 с. — (Сер. репринт. изд). — ISBN 5-85312-065-4.

### «Христос»

#### Первоиздание
- Христос. — Л. : Гос. изд-во, 1924. — Кн. 1: Небесные вехи земной истории человечества. — XVI, 543 с.
- Христос. — Л. : Гос. изд-во, 1926. — Кн. 2: Силы земли и небес. — IX, 693 с.
- Христос. — Л. : Гос. изд-во, 1927. — Кн. 3: Бог и слово. — VIII, 735 с.
- Христос. — Л. : Гос. изд-во, 1928. — Кн. 4: Во мгле минувшего при свете звезд. — VIII, 816 с.
- Христос. — Л. : Гос. изд-во, 1929. — Кн. 5: Руины и привидения. — VII, 896 с.
- Христос. — Л. : Гос. изд-во, 1930. — Кн. 6: Из вековых глубин. — XII, 1216 с.
- Христос. — Л. : Соцэкгиз, 1932. — Кн. 7: Великая Ромея первый светоч средневековой культуры. — VIII, 920 с.

#### Перепечатки
- Христос : [в 7 кн.] / вступ. ст. С. И. Валянского. — Репр. изд. — М. : КРАФТ : ЛЕАН, 1997. — Кн. 1: Небесные вехи земной истории человечества. — 548 с. — (История человеческой культуры в естественно-научном освещении).
- Христос : [в 7 кн.]. — Репр. изд. — М. : КРАФТ : ЛЕАН, 1998. — Кн. 2: Силы земли и небес. — IX, 693 с. — (История человеческой культуры в естественно-научном освещении). — ISBN 5-85929-026-8.
- Христос : [в 7 кн.]. — Репр. изд. — М. : КРАФТ : ЛЕАН, 1998. — Кн. 3: Бог и слово. — 735 с. — (История человеческой культуры в естественно-научном освещении). — ISBN 5-85929-051-9.
- Христос : [в 7 кн.]. — Репр. изд. — М. : КРАФТ : ЛЕАН, 1998. — Кн. 4: Во мгле минувшего при свете звезд. — 816 с. — (История человеческой культуры в естественно-научном освещении). — ISBN 5-85929-048-9.
- Христос : [в 7 кн.]. — Репр. изд. — М. : КРАФТ : ЛЕАН, 1998. — Кн. 5: Руины и привидения. — 892 с. — (История человеческой культуры в естественно-научном освещении). — ISBN 5-85929-032-2.
- Христос : [в 7 кн.]. — Репр. изд. — М. : КРАФТ : ЛЕАН, 1998. — Кн. 6, ч. 1: Из вековых глубин. — 628 с. — (История человеческой культуры в естественно-научном освещении). — ISBN 5-85929-052-7.
- Христос : [в 7 кн.]. — Репр. изд. — М. : КРАФТ : ЛЕАН, 1998. — Кн. 6, ч. 2: Из вековых глубин. — С. 632—1211. — (История человеческой культуры в естественно-научном освещении). — ISBN 5-85929-053-5.
- Христос : [в 7 кн.]. — Репр. изд. — М. : КРАФТ : ЛЕАН, 1998. — Кн. 7: Великая Ромея : первый светоч средневековой культуры. — 915 с. — (История человеческой культуры в естественно-научном освещении). — ISBN 5-85929-054-3.

#### Дополнительные тома «Христа»
- Новый взгляд на историю Русского государства. — КРАФТ+, ЛЕАН, 2000. — LIV, 829 с. — (История человеческой культуры в естественно-научном освещении).
Новый взгляд на историю Русского государства. — СПб. : Изд-во Санкт-Петербургского ун-та, 2007. — 570 с. — ISBN 978-5-288-04401-4.
- Миражи исторических пустынь между Тигром и Евфратом. Клинописи. — М. : КРАФТ+, 2002. — 559 с. — (История человеческой культуры в естественно-научном освещении). — ISBN 5-93675-028-0.
- Христос : [В 7 т.]. — М. : Крафт+, 2003. — Кн. 9: Азиатские христы. — 579 с. — (История человеческой культуры в естественно-научном освещении). — ISBN 5-93675-039-6.

### Критика труда «Христос»
Подборка осуществлена редакторами переписки А. В. Луначарского
- Никольский Н. М. Астрономический переворот в исторической науке // Новый мир. — 1925. — № 1. — С. 157—175.
- Преображенский П. Ф. Николай Морозов и наука о человеке // Антирелигиозник. — 1926. — № 11. — С. 41—47;
- Мишулин М. История с астрономией, или астрономия против истории // Революция и культура. — 1930. — № 23. — С. 69—80.
- Ранович А. Б. Методология Н. А. Морозова в истории античности // Антирелигиозник. — 1933. — № 1. — С. 28—34.
- Никольский Н. Н. Морозов о евреях, Палестине и Библии // Антирелигиозник. — 1933. — № 2. — С. 45—48.
- Беляев Е. А. Н. Морозов об исламе // Антирелигиозник. — 1933. — № 3. — С. 40—43.
- Баев К. П., Шишаков В. Два фантастических вывода, не доказуемых астрономическими вычислениями // Антирелигиозник. — 1933. — № 3. — С. 44—46.